# Edvard Munch
Edvard Munch [ˈmʉŋk] (12. prosince 1863 v Løten, Hedmark, Norsko – 23. ledna 1944 v Oslo) byl norský malíř a grafik, vlivný představitel moderny.
Vyrostl z duchovní atmosféry secese a jeho malířské dílo má některé charakteristické rysy tohoto slohu. Studoval na kreslířské škole v Oslu, kde byl ovlivněn naturalismem, francouzskými impresionisty a postimpresionisty (zvláště Gauguinem a Seuratem). Jeho dílo inklinuje k symbolismu a stalo se východiskem pro expresionismus.
Obraz Ráno – Dívka sedící na posteli z roku 1884 reprezentuje Munchovo naturalistické období a byl i vybrán jako reprezentant norského umění u příležitosti Světové výstavy v Paříži v roce 1889. Berlínskou výstavou v roce 1892 výrazně ovlivnil expresionistickou skupinu Die Brücke a přispěl k vzniku Berlínské secese. V českém prostředí se stal známým po výstavě v roce 1905, kterou se nechala inspirovat umělecká skupina Osma.
Mezi jeho známé obrazy patří Nemocné dítě, Výkřik, Madona, Smrt v pokoji nemocné nebo Tanec života.

## Život

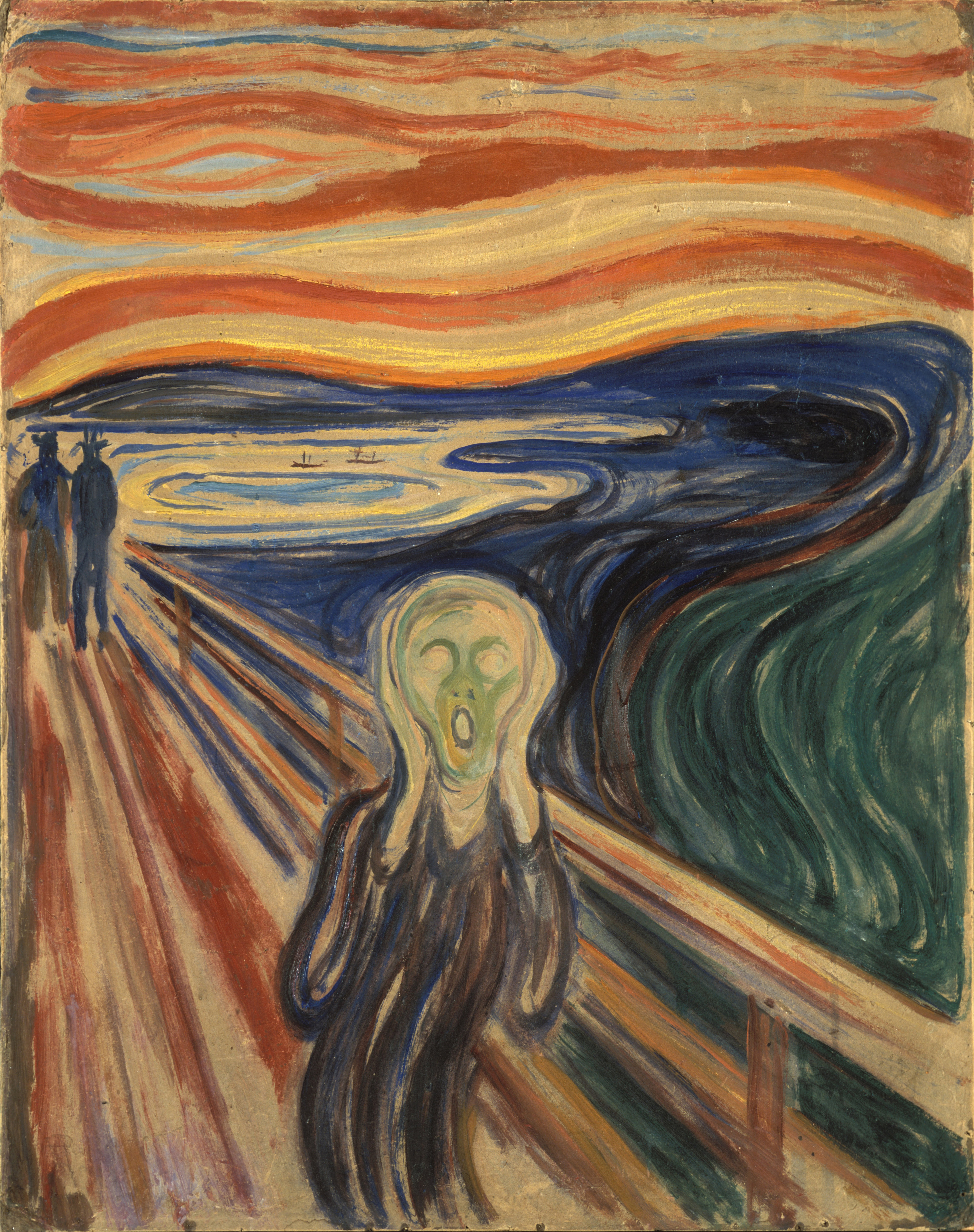
Výkřik (varianta z roku 1910)

### Mládí

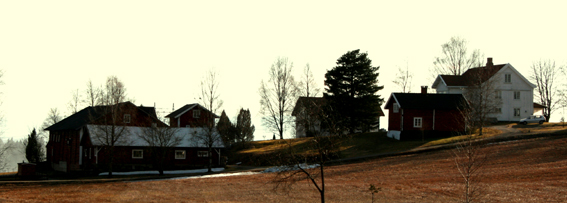
Rodné místo

Edvard Munch se narodil na vesnici Ådalsbruk v Løten Christianu Munchovi, vojenskému lékaři, a Lauře Cathrine Bjølstad. Měl jednu starší sestru Johannu Sophii (* 1862) a tři mladší sourozence. V roce 1864 se rodina přestěhovala do Kristianie (dnes Oslo), kde v roce 1868 zemřela matka na tuberkulózu. Sourozenci byli poté vychováváni tetou Karen a otcem, který ale reagoval na smrt své matky příklonem k pietismu, což způsobilo jeho myšlenkové oddálení se od rodiny.
V této době byl Edvard často nemocný a pro zabavení si kreslil, k čemuž byl veden tetou a spolužáky. Otec také uváděl syna do historie, literatury a bavil děti barvitým vyprávěním strašidelných příběhů a povídek Edgara Allana Poea.
Otcovy příběhy, jeho upozorňování na to, že je sledován matkou z nebe a chatrné zdraví u mladého Edvarda pomáhaly rozvinout vize nočních můr. Ostatně ani zbytek sourozenců na tom nebyl duševně ani fyzicky příliš dobře. V roce 1877 zemřela nejstarší sestra. Ze sourozenců se pouze jedna sestra vdala, ale zemřela brzy po svatbě. U mladší sestry Inger byla diagnostikována duševní porucha už v mládí. U samotného Edvarda byla diagnostikována bipolární afektivní porucha.
Plat Christiana Muncha jakožto vojenského lékaře byl malý a pokusy o zavedení privátní praxe ztroskotaly, proto Munchovi žili na hranici chudoby, s čímž souviselo časté stěhování. První kresby a akvarely Edvarda zachycují právě tyto interiéry, zařízení bytu a výjimečné potom i krajiny. Ve třinácti se poprvé setkal s díly profesionálních umělců, především se seznámil s norskou krajinářskou školou, kterou začal kopírovat a nedlouho potom začal malovat v oleji.

### Studia v Norsku

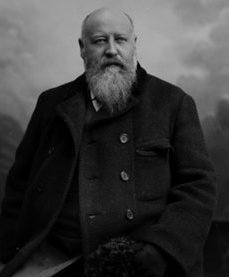
Učitel Christian Krohg, který podporoval mladé umělce, Muncha zvláště

V roce 1879 se Munch zapsal na polytechniku, kde sice vynikal ve fyzice, chemii a matematice, ale kvůli častým nemocím o rok později školu opustil a rozhodl se pro kariéru profesionálního malíře zápisem na Kreslířskou školu v Kristianii, u jejíhož vzniku stál jeho předek Jacob Munch. Toto nelibě nesl jak Munchův otec, tak jeho sousedé. Na škole ho nejprve vyučoval klasický sochař Julius Middelthun a později naturalistický malíř Christian Krohg. Krohg ovlivněn Manetem přinesl chuť k experimentu z Paříže a v tom podporoval Munchovi vrstevníky, Muncha speciálně, které označoval jako „třetí generaci“ norského malířství. Munch brzy dokázal vstřebat Krohgovu školu a dokonce mistra překonat.
Munch měl v roce 1883 první veřejnou výstavu. V jeho díle je patrný vliv naturalismu, impresionismu a Maneta. V roce vystavoval 1884 obraz Ráno, kde již mistra překonal. Nicméně zprvu bylo jeho dílo kritikou odmítáno: v roce 1886 vystavil na Podzimní výstavě Studii, tedy studii k obrazu Nemocné dítě, která nepobouřila námětem dítěte umírajícího na tuberkulózu, ale svoji skicovitostí.
Zatím se také vztah mezi otcem a synem Munchovými stával složitější. Otec nelibě nesl malbu aktů a spojení s kristianskou bohémou, především potom přátelství s nihilistou a anarchistou Hansem Jægerem. Za to mu odmítl poskytovat další peníze na studium a konečně ničil i obrazy. Přátelství s bohémským kruhem se podepsalo na Munchově chování, ten do té doby platil za rezervovaného, dobře vychovaného mladíka s respektem k ženám. Pod vlivem bohémy začal pít a jeho sexuální život se stal nevázanějším. Na druhé straně se Munch neztotožňoval s tezí bohémy „chovej se k rodičům jak nejhůře umíš,“ naopak chápal otcovu lásku.
Po době experimentů také Munch zjistil, že mu impresionistický styl nedává dostatečný prostor pro vyjádření a pod Jægerovým vedením začal malovat na základě poznání svých vnitřních stavů. V době 80. a počátku 90. let, kdy hledal svůj styl používal Munch celou řadu stylů tahu štětcem a stále se pohyboval na rozhraní impresionismu, ke kterému měl blízko obraz Rue Lafayette, a naturalismu, který se výrazně podepsal na portrétu Hanse Jægera. Na obrazu z roku 1889 Inger na pláži, který sklidil vlnu nepochopení a negativní kritiky je vidět zjednodušení formy, důraz na hraniční linky, ostré kontrasty a konečně zárodky vyzrálého specifického stylu. Začal pečlivě promýšlet kompozice k vytvoření napětí a citů. Zatímco stylisticky byl ovlivněn postimpresionismem, na objekty obrazu měl vliv symbolismus, vzhledem k tomu, že Munch zobrazoval více vnitřní hnutí než realitu. V roce 1889 pořádal Munch svoji první samostatnou výstavu na které se objevila většina jeho obrazů do té doby vzniklých. Uznání, které se mu zde dostalo, umožnilo Munchovi získat stipendium na dva roky studia v Paříži u malíře Léona Bonata.

### Paříž
Do Paříže přišel Munch v době konání Světové výstavy 1889, jeho obraz Ráno (1884) byl dokonce vystaven v norském pavilonu. Rána trávil v Bonnatově ateliéru a odpoledne na výstavách, v galeriích a v muzeích, kde studenti kopírovali zavedené autory. Muncha práce v mistrově ateliéru nudila, ale užíval si jeho výklady na výstavách.
Munch byl fascinován moderním evropským malířstvím a prokazatelné největší vliv na něho měli tři malíři: Paul Gauguin, Vincent van Gogh a Henri de Toulouse-Lautrec, všichni byli známí pro jejich používání barev k vyjádření pocitů. U Gaugina byl ovlivněn také jeho revoltou proti realismu a jeho krédem „umění je lidská činnost a ne imitace přírody,“ což je názor, který původně pochází od Whistlera. O Munchovi řekl jeden jeho berlínský přítel, že nepotřeboval jezdit na Tahiti, aby poznal primitivní lidskou přirozenost, protože měl svoje Tahiti v sobě.
V prosinci toho roku zemřel Munchův otec Christian a zanechal rodinu nezaopatřenou. Edvard se proto vrátil domů, zařídil velkou půjčku od bohatého norského sběratele a vůbec převzal starost o financování rodiny na sebe. Otcova smrt přivedla Edvarda do depresí, přemýšlel o sebevraždě. Obrazy z roku 1890 se vyznačují skicovitostí, světlými městskými motivy a pointilismem Georges Seurata (například Krajina v St. Cloud, Jarní den na ulici Karla Johana).

### Berlín

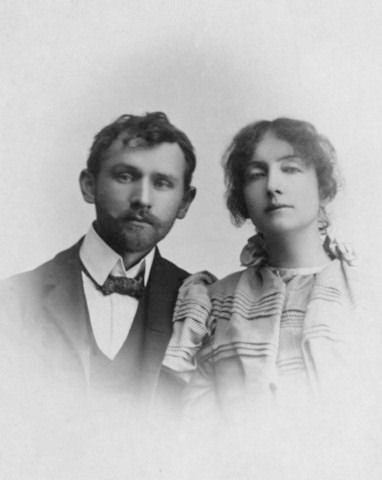
Stanisław Przybyszewski a Dagny Juelová, kterou Munch přivedl do berlínského kruhu

V roce 1891 namaloval pastel Melancholie, který využívá stejnou scenérii jako u Inger na pláži, ale barvami předznamenal Munchovu originální syntetickou estetiku. Posléze ho roku 1892 pozval Spolek berlínských umělců, aby vystavoval v listopadu na jejich první výstavě jednoho umělce. Jeho obrazy se ale setkaly s negativní kritikou a výstava musela být do týdne zavřena.
Pro Muncha tato skutečnost ale nebyla skličující, na podobné reakce byl zvyklý už z Norska. Výstavu v prosinci znovu otevřel a vydělal na vstupném 1800 marek. Velkou výhodou byla také společnost intelektuálů, která se v Berlíně vytvořila, nejvýznačnější byl August Strindberg (ten napsal o zkušenostech této skupiny autobiografický román Klášter), také se zde Munch poprvé setkal s polským básníkem Stanisławem Przybyszewským. Pobyt v Berlíně byl pro Muncha spojen s existenčními problémy – byl vykázán soudně z bytu, poté ho přátelé našli potulujícího se tři dny po ulicích a byl zaznamenán případ, kdy mu věřitelka zabavila malířský stojan.
Malby z tohoto období navazují na tzv. manifest ze St. Cloud: „není třeba víc malovat pokoje, muže, jak čtou, a ženy, jak pletou, – měli by to být živoucí lidé, dýchající, trpící a milující.“ Obrazy zaznamenávají další zjednodušení formy a detailnosti, což je typické pro jeho raný vyzrálý styl. Postavy jsou více symbolické než reálné: Důraz na zachycení psychických stavů u postav je vidět na Popelu, postavy jsou také zachycovány jakoby hrály divadelní představení (Smrt v pokoji nemocné). V této době také vznikl výrazově nejsilnější a také nejznámější obraz Výkřik.

### Paříž a Kristianie
V roce 1896 se přemístil do Paříže. Zde upozadil malbu, naopak se zdokonalil ve svých grafických dřevorytových a litografických technikách. Z této doby pochází Vlastní portrét s hnátou (1895), kde využil rydlo a inkoust, podobně jako používal Paul Klee. Také vytvořil kolorované verze grafik k obrazům Nemocné dítě a Polibek, které se dobře prodávaly. Byla mu nabídnuta práce na ilustraci Baudelairových Květů zla, z čehož sice sešlo, nicméně pod vlivem Baudelaira tvořil grafiky s náměty smrti, která dává nový život – jak patrno na pozdější Květině bolesti pro časopis Quickborn (1898).

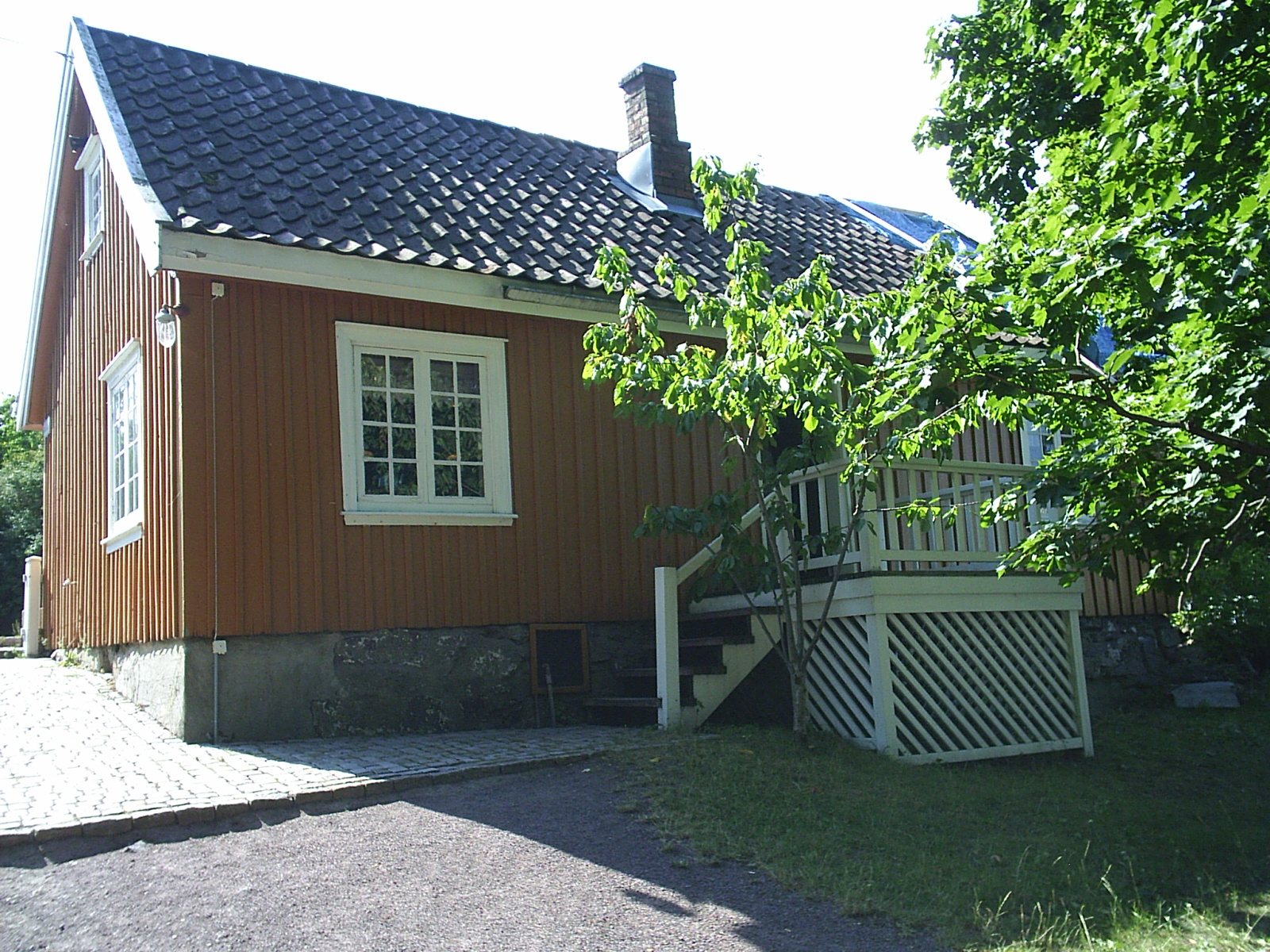
Munchův „Šťastný dům“ v Åsgårdstrandu

Jeho dílo bylo pařížskými kritiky stále označováno za příliš násilné, ale výstavy měly dobrý ohlas a návštěvnost. Jeho finanční situace se začala zlepšovat a proto si mohl dovolit koupit letní sídlo, malý rybářský domek z 18. století v norském Åsgårdstrandu, které nazýval „Šťastný dům“ a které poté navštěvoval skoro každé léto po dvacet let.
Do Kristianie se Munch vrátil v roce 1897 a opět se nedočkal pozitivního přijetí. V roce 1899 započal Munch intimní vztah s Tullou Larsenovou, která pocházela z vyšší vrstvy. Pár nějakou dobu pobýval v Itálii. Pro Muncha poté začalo nové umělecky plodné období, v kterém vznikaly především krajiny a Tanec života (1899), poslední obraz cyklu dnes známého jako Vlys života. Tulla projevovala snahu o svatbu, ale Munch se vstupu do svazku obával, převážně kvůli chatrnému zdraví a v poslední době také nadměrnému pití. Zaznamenal si do poznámek, že nemá „právo“ se ženit. Vztah dostal ránu v roce 1900, kdy se Munch přesunul do Berlína. Zde také v roce 1902, na páté výstavě Berlínské secese, kam byl pozván Maxem Liebermannem vystavil celý cyklus Vlys života. Berlínští kritikové začali na Muncha nahlížet poněkud pozitivněji, nicméně pro běžné publikum zůstával příliš vzdálený a podivný.
Dobrý profil, který o něm vytvořil tisk, přilákal pozornost dvou mecenášů, Alberta Kollmana a Maxe Lindeho, což Munch chápal jako beze zbytku pozitivní změnu. Nicméně tato změna ho nezbavila sebezničujícího chování a nepředvidatelných reakcí. Notně jeho tvorbu ovlivnilo, když došlo v rámci hádek mezi ním a jiným malířem k incidentu se střelbou v přítomnosti Tully Larsenová, která se chtěla s Munchem usmířit, proto se s ním Tulla definitivně rozešla a vzala si mladšího malíře. Munch to přijal jako zradu, rozvinula se u něho plně neuróza a pocit pronásledování. Vytvořil řadu karikatur Tully a samotné emoční kontext osudové střelby reflektuje Maratova smrt (1906–1907).
Mezi lety 1903 a 1904 vystavoval v Paříži, kde byl na vzestupu fauvisté, kteří Muncha uchvátili – a možná i ovlivnili – svým drzým užíváním falešných barev. Vystavoval s nimi v roce 1906. Také studoval Rodinovy sochy, ze kterých si nejspíš vzal plastičnost pomáhající u návrhů svých obrazů, ale sochy nezačal vytvářet ve velkém. Naopak ve velké míře dostával zakázky na portréty a grafiky. V roce 1907 se začal orientovat z krajinářství na malbu figur a situací, v tom mu napomohlo přesídlení do Warnemünde, kde získal podklady k velkému plátnu Koupající se muž.

### Zhroucení a vzestup na vrchol
Na podzim roku 1908 začal být jeho psychický stav vážný a proto vyhledal pomoc na klinice doktora Daniela Jacobsona. Zde se podrobil psychoterapii trvající osm měsíců a opuštění kliniky se stal jeho styl optimističtější a barevnější. Co ještě podpořilo zlepšení jeho stavu, byl názorový obrat kritiků v Kristianii na jeho dílo. Muzea začala nakupovat jeho obrazy, dostal zakázku na výzdobu auly univerzity v Kristianii a dokonce byl vyznamenán Řádem sv. Olafa za uměleckou službu státu. V roce 1912 proběhla jeho první výstava ve Spojených státech.
Dr. Jacobson doporučil stýkat se pouze s dobrými přáteli a vyvarovat se veřejného pití. Munch se tyto rady snažil dodržet a s tím souviselo vytvoření řady celkových portrétů dobré kvality jeho přátel a mecenášů. Z tohoto období pochází také několik krajin a lidí při hře a práci zachycených v optimistickém stylu s patrnými širokými a uvolněnými tahy štětce v zářivých barvách s bílými místy a výjimečným užitím černé. Ze zvýšeného příjmu si koupil roku 1916 usedlost v oselské Ekely, kde strávil téměř celý zbytek života.
Po vypuknutí první světové války prožíval ambivalentní pocity, protože většina jeho přátel byli Němci, ale miloval Francii. Po válce považoval za štěstí, že přežil řádění španělské chřipky vzhledem ke svému jinak chatrnému zdraví. V 30. letech přišel o řadu mecenášů, kteří přišli jakožto židé o svoje jmění a někteří i o život při vzestupu nacismu. Založil norskou tiskárnu, kde mohli němečtí umělci tisknout svoje grafiky.

### Poslední léta

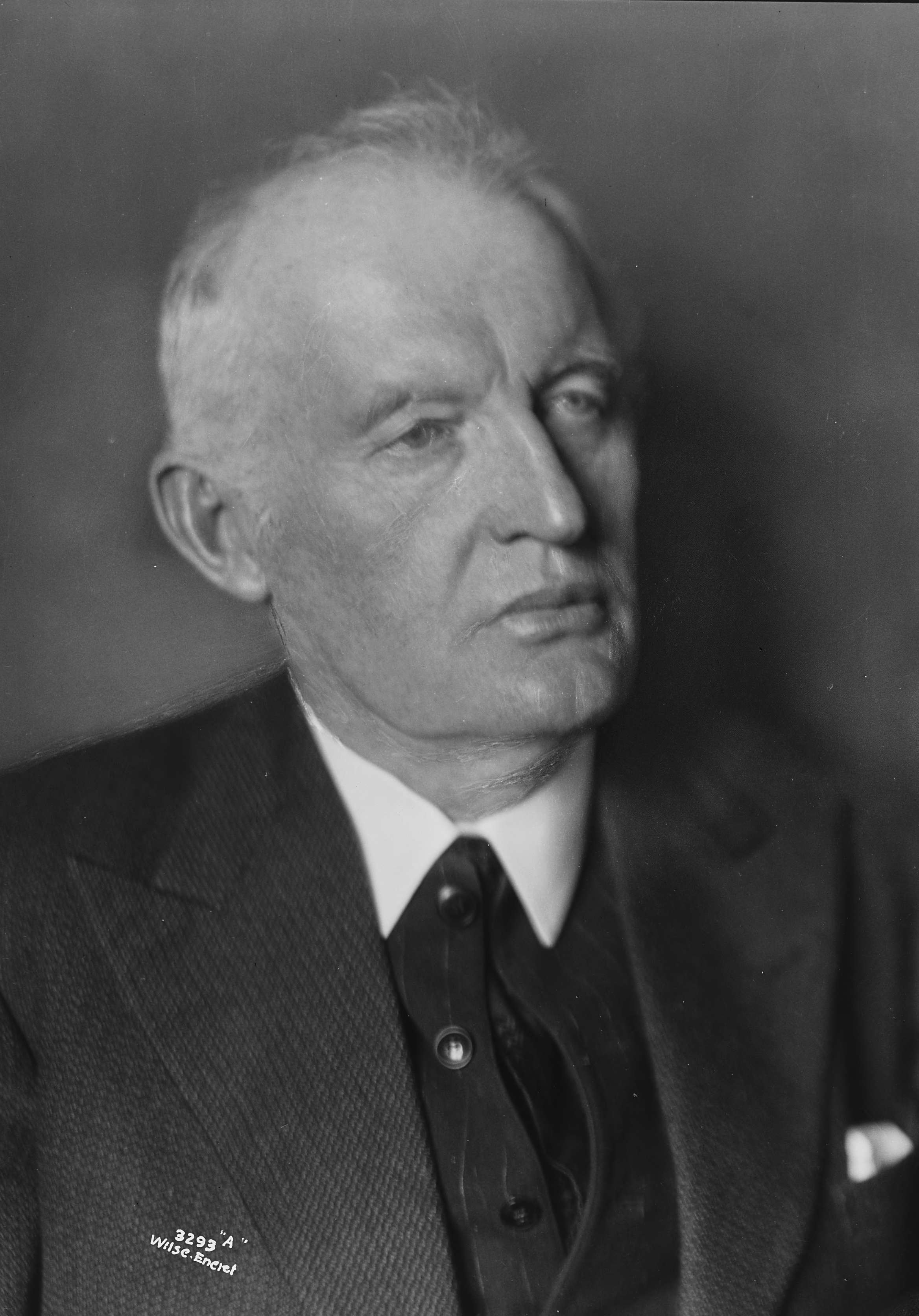
Anders Beer Wilse: Edvard Munch v roce 1933

V Ekely si Munch vybíral venkovské motivy, oslavující zemědělský život na kterých mu pózoval také jeho kůň Rousseau. Také v tomto prostředí získal stálý přísun modelek které mu pózovaly pro řadu aktů a se kterými měl možná sexuální styk. Munch se také zajímal o monumentální projekty, jako byly velké zakázky na výzdobu budov, třeba pro čokoládovnu Freia.
Po nástupu nacismu v Německu bylo Munchovo dílo označeno jako zvrhlé umění a 82 jeho děl bylo odstraněno z německých muzeí. To byla pro Muncha těžká rána, protože Německo považoval za svoji druhou vlast. V roce 1940 Němci obsadili Norsko a Munch od té doby žil v obavách s téměř celou sbírkou svých obrazů v druhém patře svého domu. Munch zemřel na nachlazení 23. ledna 1944. Dostalo se mu nacistického pohřbu s orchestrem, což vyvolalo dojem, že s Němci kolaboroval.

## Odkaz

### Dopad na další umělce
Munchovo umění bylo velmi osobité a on sám ho příliš neobjasňoval. Jeho styl symbolismu byl více osobnější než u Gustava Moreaua a Jamese Ensora. Přesto se stal velmi vlivný, především potom na nově vznikající německý expresionismus, který převzal jeho filosofii, „nevěřím v umění, které není výsledkem nutkání po otevření svého srdce.“ Krom jeho velkého významu jako předchůdce expresionismu, je Munch sám považován zároveň za nejvýznamnějšího představitele tohoto hnutí. Mimo to se jeho obrazy, především potom Výkřik, staly obecně známými.

### Edvard Munch a české země
S veskrze pozitivním přijetím se Edvard Munch setkal při výstavě v pražském SUV Mánesu v roce 1905, kde bylo vystaveno 80 obrazů a 40 grafik. Moderní revue reprodukovala jeho dílo již v roce 1897 a již rok před Munchovou pražskou výstavou obdivnými slovy jako „...mocnost rudimentární kresby a smyslného tónu...“ ocenila Munchova díla, která byla, spolu s dalšími, v pražském Mánesu v roce 1904 vystavena.
Munch také zásadně ovlivnil počátky českého expresionismu. Hned po pražské výstavě z roku 1905 se Munchem inspirovali členové Osmy, nicméně v průběhu dalších let byl jeho skutečný vliv mytizován.

### V galeriích
Před svou smrtí odkázal Munch zbývající dílo Oslu, které postavilo a v roce 1963 otevřelo Munchovo muzeum (Munch-museet) v Tøyenu, kde je jeho dílo vystavováno. V majetku má na 1100 obrazů, 4500 kreseb, 18 000 tisků a šest soch, což je největší sbírka Munchova díla na světě. V současné době je muzeum také oficiálním správcem pozůstalosti a řeší autorskoprávní náležitosti spojné s Munchovým odkazem.
Dnes jsou Munchovy obrazy vystavovány v mnoha důležitých světových muzeích a galeriích. Po konci kulturní revoluce v Čínské lidové republice se stal Munch prvním západním mistrem, který měl vystavený obraz v Národní galerii v Pekingu. Z „Šťastného domu“, jak nazýval Munch dům v Åsgårdstrand, který zdědila åsgårdstrandská samospráva, je dnes malé muzeum s dobovým vybavením.
Jedna z verzí Výkřiku byla ukradena z norského Národní galerie v roce 1994; v roce 2004 byla ukradena jiná verze Výkřiku spolu s Madonou z Munchova muzea. všechny obrazy se nakonec našly a dnes jsou znovu vystaveny, ale obrazy z loupeže v roce 2004 byly zčásti nenávratně poškozeny.

### Pocty a aukce
V říjnu 2006 kolorovaný dřevoryt To mennesker. De ensomme (Dva lidé. Osamělí) byl prodán na aukci v Oslu za 8,1 milionů NOK, což byla rekordní částka zaplacená v aukci v Norsku. Dne 3. listopadu 2008 byl obraz Vampýr vydražen za 38,162 milionů USD v newyorském Sotheby's.
Munchova podobizna se objevila na bankovce s nominální hodnotou 1000 NOK spolu se stylizací obrazu Melancholie a se studií k Slunci na reversu. V roce 1974 o něm byl natočen Peterem Watkinsem biografický film Edvard Munch.

## Významná díla
- 1889 – Inger na pláži
- 1890 – Noc v St. Cloud
- 1892 – Dopoledne na ulici Karla Johana, Večer na ulici Karla Johana, Hlas
- 1893 – Bouře, Výkřik, Odloučení
- 1894 – Popel, Úzkost, Vampýr (původně Láska a bolest, současný název pochází od Przybyszewského)
- 1894–1895 – Madona
- 1895 – Puberta, Vlastní portrét s cigaretou, Smrt v pokoji nemocné, U úmrtního lože
- 1899 – Metabolismus (pracovně Adam a Eva)
- 1899–1900 – Tanec života
- 1900–1901 – Dívky na mostě (dle Maxe Liebermanna Munchův nejlepší obraz)
- 1905–1906 – Maratova smrt
- 1908 – Koupající se muž (obraz způsobil dohady o Munchově homosexualitě)

## Galerie

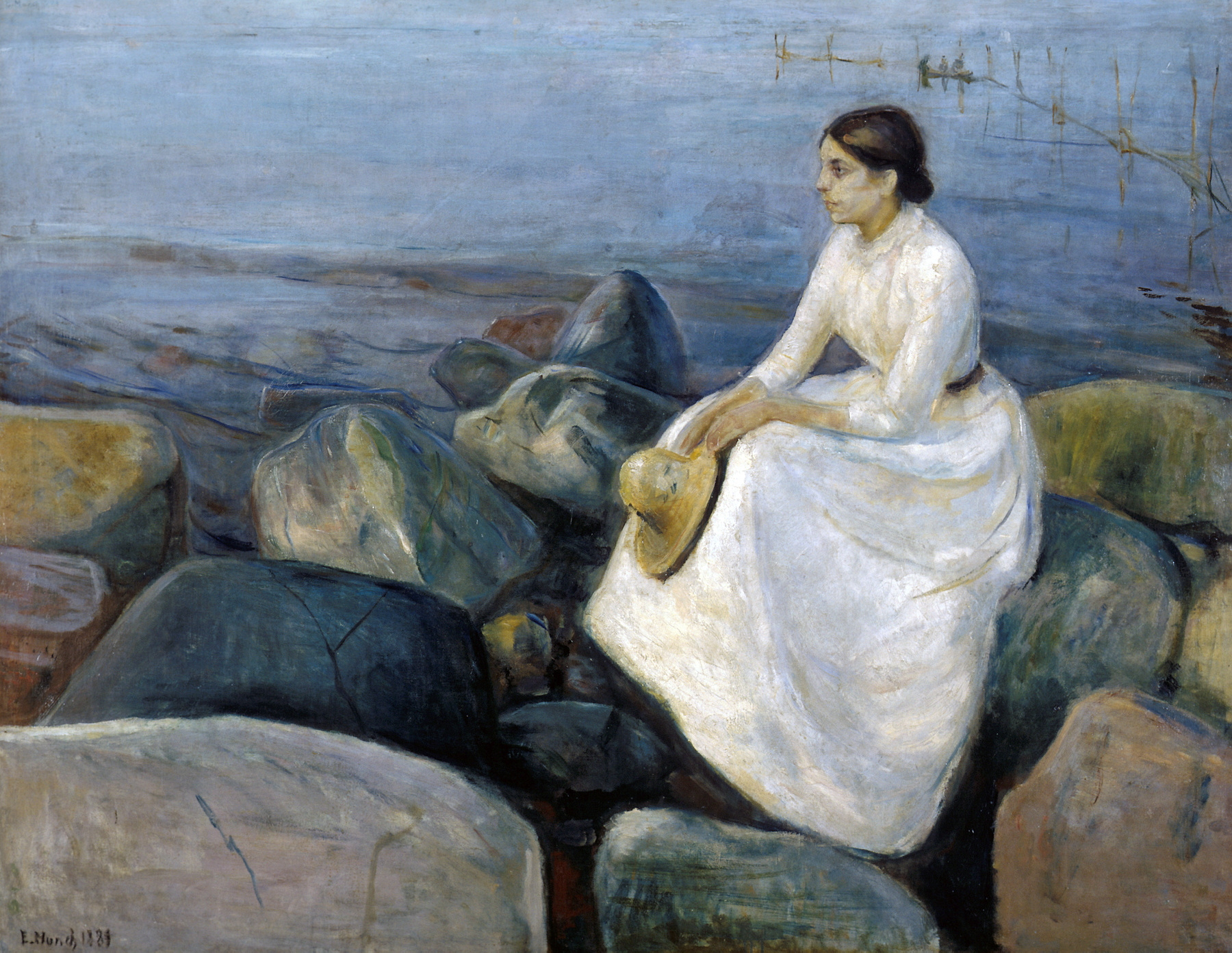
Inger na pláži (1889)
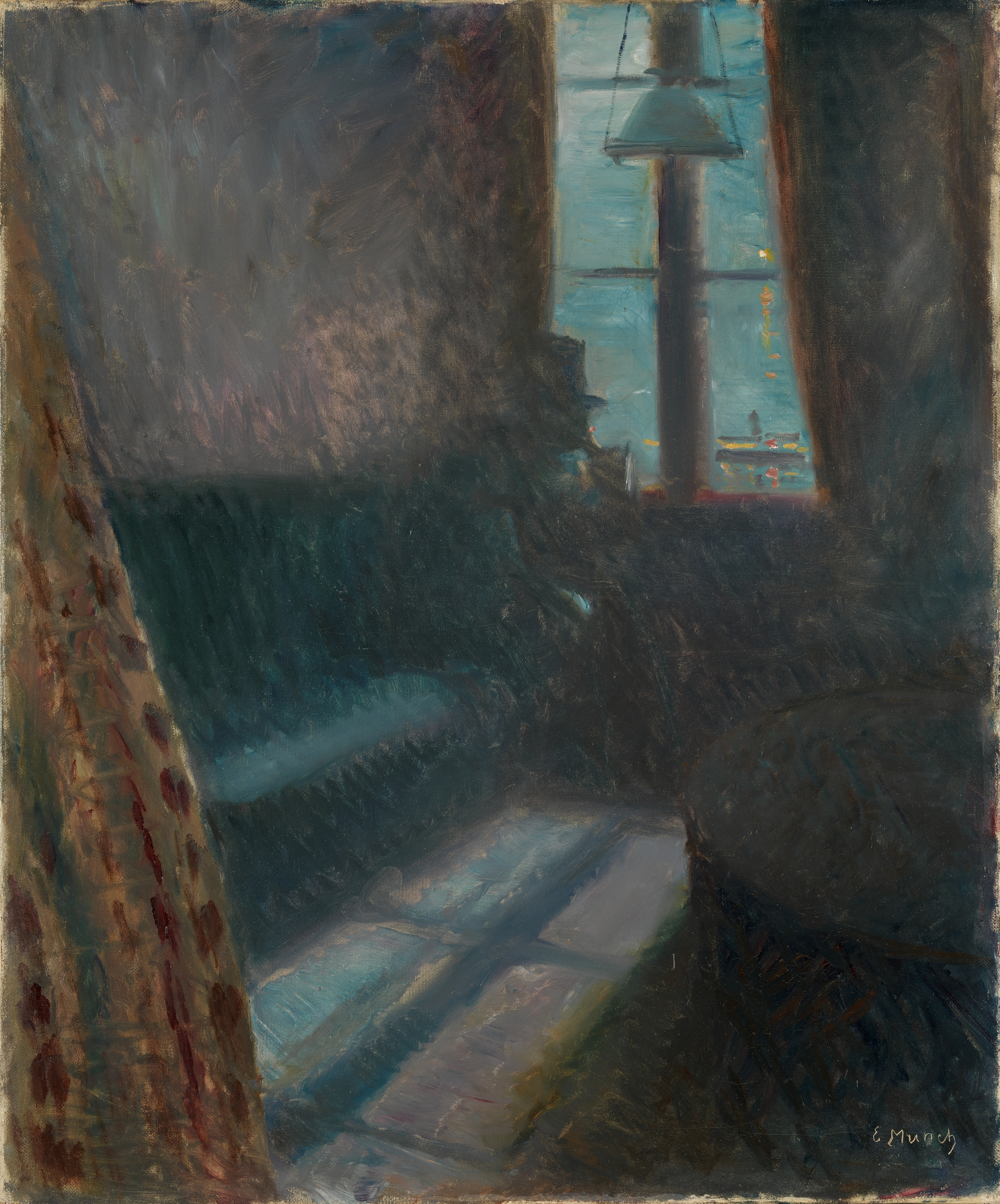
Noc v Saint-Cloud (1890)
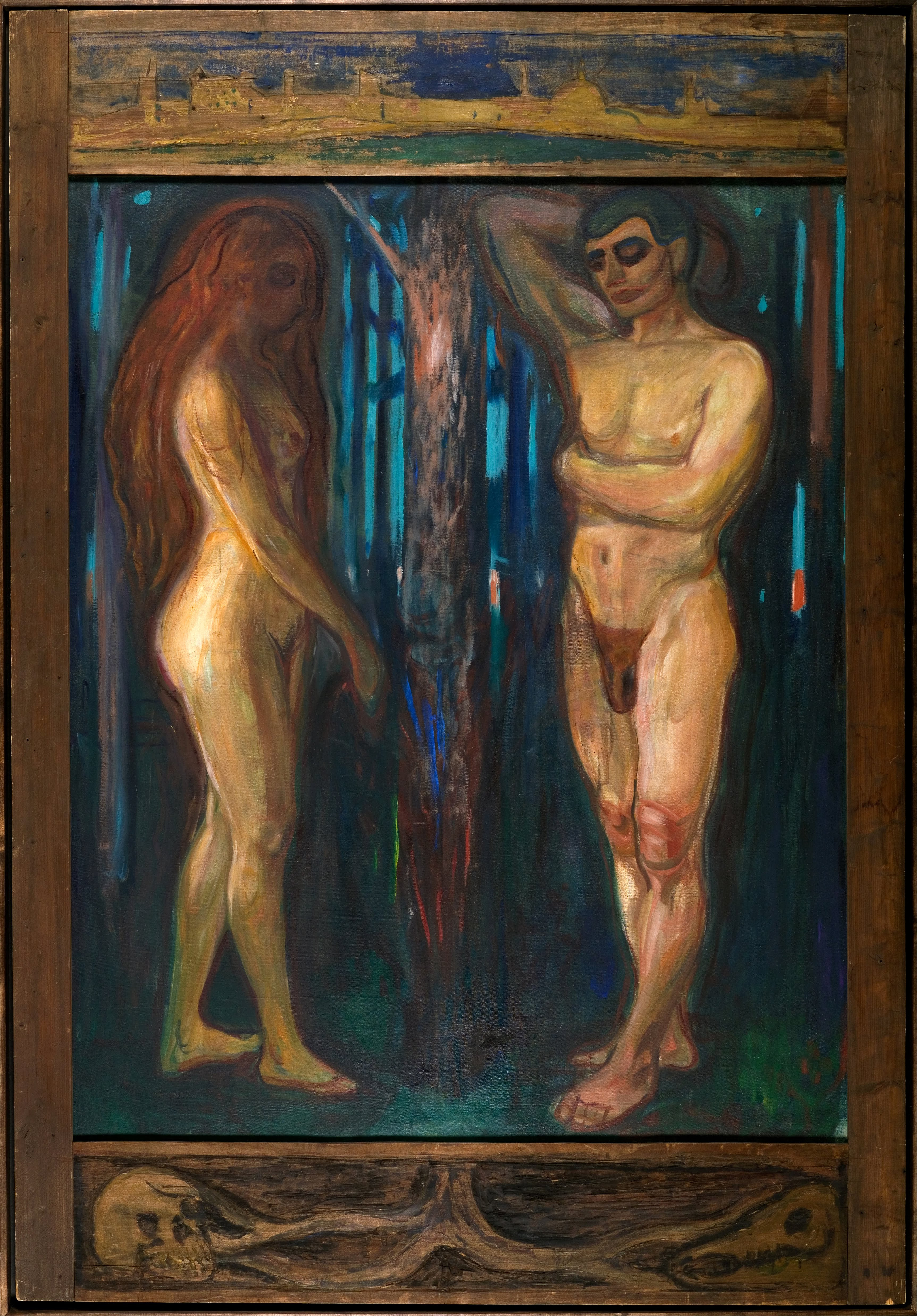
Metabolismus
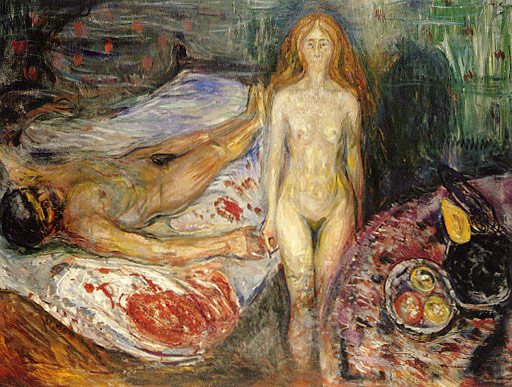
Maratova smrt (1907)
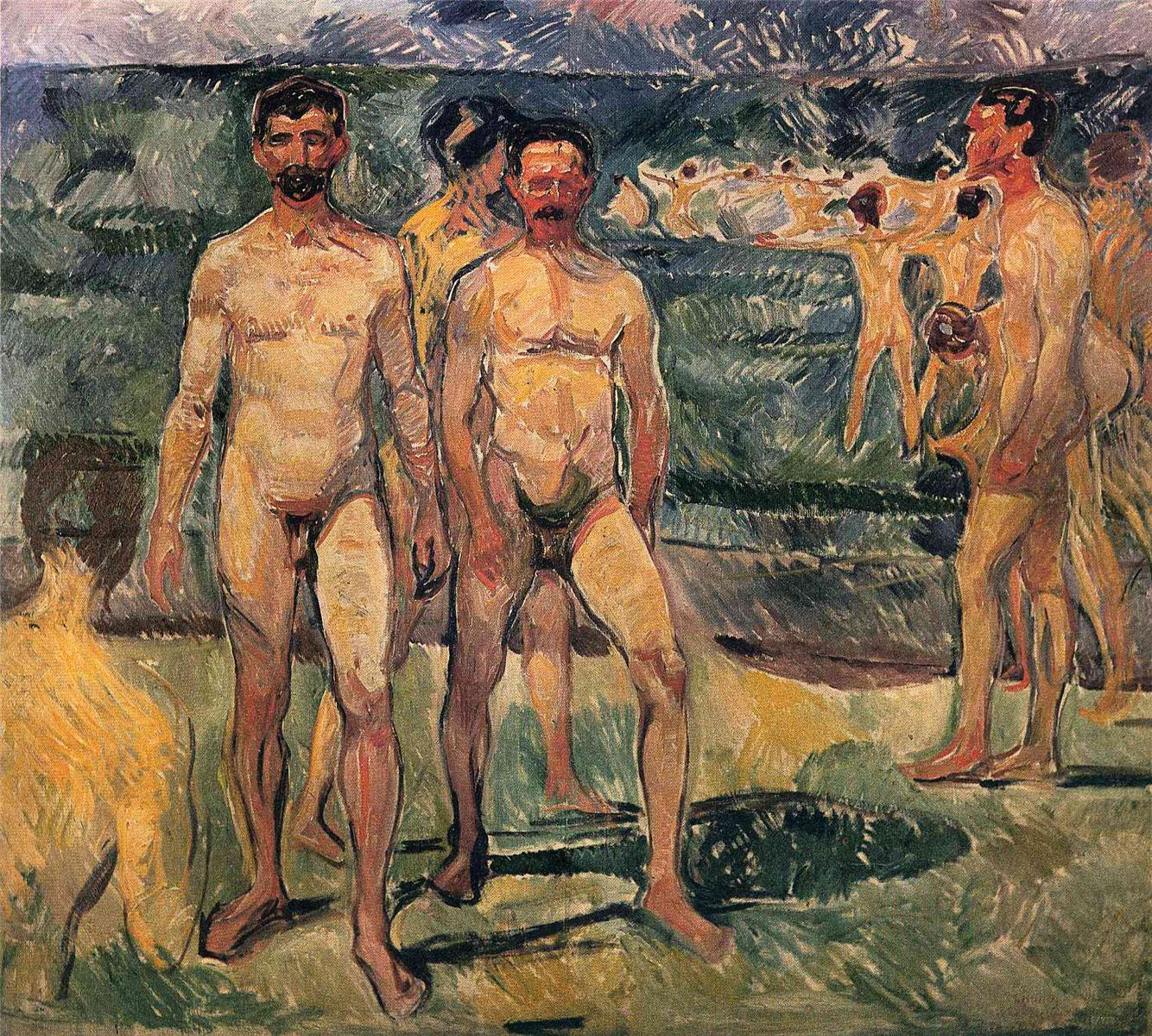
Koupající se muži (1908)